# Fribourgeois
Pour un article plus général, voir Francoprovençal.
Le fribourgeois est un ensemble de dialectes francoprovençaux parlés dans la partie romande du canton de Fribourg (Suisse), en particulier la Gruyère. 
Les différents dialectes du patois fribourgeois sont :
- gruvérin (Gruyère et Veveyse) ;
- patois de la Haute-Glâne ;
- broyard ;
- kouètse (patois de la plaine, notamment la Sarine-Campagne).

## Histoire

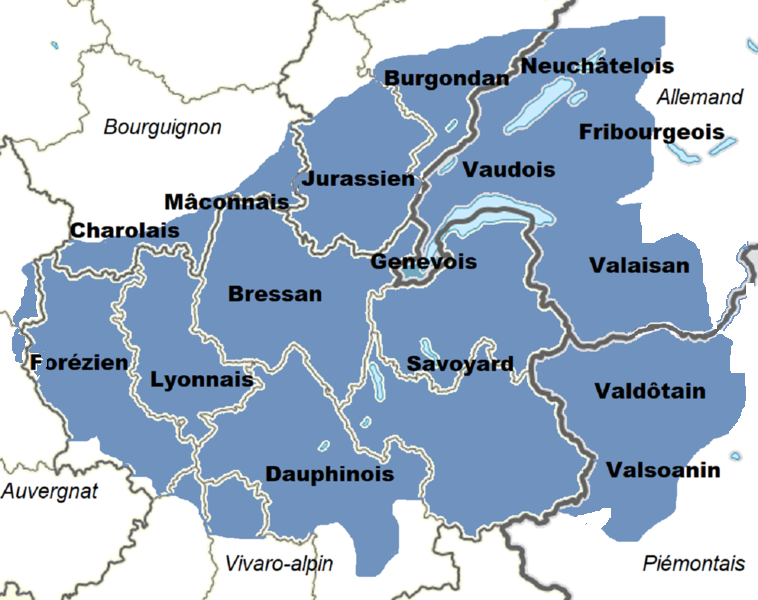
Carte des dialectes du francoprovençal. La partie romande du canton de Fribourg fait partie du domaine linguistique francoprovençal.

En 1886, l'usage du patois devient interdit dans les écoles du canton de Fribourg ,. Le règlement scolaire dispose que « l'usage du patois est sévèrement interdit dans les écoles. La langue française et l’allemand grammatical sont seuls admis dans l’enseignement [...] Les instituteurs veillent à ce qu’il en soit de même en dehors de l’école et dans les conversations entre les enfants. » À la fin du XIXe siècle, les enfants parlaient déjà en français dans la rue à Morat, tandis que les adultes utilisaient encore presque exclusivement le patois, et en Gruyère même des gens venant de Suisse allemande ou de Prusse parlaient le patois avec les enfants . L'interdiction de l'usage du patois perdurera jusqu'en 1961 ,, date à laquelle le député Joseph Brodard (plus connu comme étant le compositeur « Dzojè a Marc ») la fera abroger.

## Écrivains patoisants
- L'abbé Max Bielmann, curé de Crésuz
- L'abbé François-Xavier Brodard, dit Jévié, curé de La Roche (1903-1978)
- L'abbé Joseph Bovet, professeur de musique et compositeur (1879-1951)
- Anne-Marie Yerly (1936-)
- Cyprien Ruffieux, dit « Tobi di j'élyudzo », poète (1859-1940)
- Léon L'Homme
- Francis Brodard (frp)
- Joseph Toffel, écrivain de comédies, pièces et chants en patois (1918-1996)

## Orthographe
| Lettre  | Prononciation    | Exemple                                          | Commentaire |  |
| ------- | ---------------- | ------------------------------------------------ | --- |  |
| p       | [p]              | portâ – ‚apporter‘                               | |  |
| b       | [b]              | bêre – ‚boire‘                                   | |  |
| t       | [t]              | la grandzèta – ‚la grange‘                       | |  |
| d       | [d]              | demindze – ‚dimanche‘                            | |  |
| k       | [k]              | l‘ekoula – ‚l'école‘                             | |  |
| g       | [ɡ]              | la gajèta – ‚le journal‘                         | |  |
| m       | [m]              | l‘omo – ‚l'homme‘                                | |  |
| n       | [n]              | kemouna – ‚commune‘                              | |  |
| ny      | [ɲ]              | la montanye – ‚la montagne‘                      | |  |
| f       | [f]              | forèthê – ‚forestier‘                            | |  |
| v       | [v]              | vayà – ‚valeur‘                                  | |  |
| th      | [θ], [x]         | le lathi – ‚le lait‘(prononcé comme [θ]).        | |  |
| s       | [s]              | Supyêra – ‚Surpierre (municipalité de la Broye)‘ | |  |
| z       | [z]              | Promazin – ‚Promasens (localité de Glâne)‘       | |  |
| ch      | [ʃ]              | la chèrpin – ‚le serpent‘                        | |  |
| j       | [ʒ]              | pèjan – ‚lourd‘                                  | |  |
| hy      | [ç]              | la hyà – ‚la crème‘                              | |  |
| h       | [h]              | ha dzà – ‚la forêt‘                              | |  |
| r       | [r], [ʁ], ou [ɹ] | fére – ‚faire‘ (prononcé comme [ʁ]).             | |  |
| l       | [l]              | la lê – ‚la loi‘                                 | |  |
| y       | [j]              | la famiye – ‚la famille‘                         | |  |
| ly      | [ʎ]              | la filye – ‚la fille‘                            | |  |
| ts      | [ts]             | le tsan – ‚le chant‘                             | |  |
| dz      | [dz]             | dzouno – ‚jeune‘                                 | |  |
| tch, ty | [tʃ]             | la tchivra – ‚la chèvre‘                         | Deux variantes orthographiques existent et sont toutes deux répandues.                                                                             |  |
| dj, dy  | [dʒ]             | le bolondyi – ‚le boulanger‘                     | Deux variantes orthographiques existent et sont toutes deux répandues.                                                                             |  |
| i       | [i]              | diridji – ‚diriger‘                              | |  |
| u       | [y]              | le pu – ‚le coq‘                                 | ce son existe aussi en semi-voyelle; [ɥ] comme dans l‘ivuè – ‚l'eau‘                                                                               |  |
| ou      | [u]              | le bou – ‚le bois‘                               | ce son existe aussi en semi-voyelle; [w] comme dans le dzoua – ‚le jour‘                                                                           |  |
| é       | [e]              | la né – ‚la nuit‘                                | |  |
| eu      | [ø]              | moncheu – ‚monsieur‘                             | |  |
| ô       | [o]              | la chô – ‚le sel‘                                | |  |
| è       | [ɛ]              | la fèna – ‚la femme‘                             | |  |
| o       | [ɔ]              | le bochè – ‚le tonneau‘                          | |  |
| e       | [ə]              | delon – ‚lundi‘                                  | Cette lettre est muette lorsqu'elle apparaît à la fin d'un mot.                                                                                    |  |
| ê       | [æ]              | la chê – ‚la haie‘                               | |  |
| a       | [a]              | la vatse – ‚la vache‘                            | |  |
| à       | [ɑ]              | le bà – ‚le bœuf‘                                | |  |
| â       | [ɒ]              | demâ – ‚mardi‘                                   | Par le passé, ce son était souvent retranscrit <ao>.                                                                                               |  |
| in      | [ə̃]              | kontin – ‚content‘                               | |  |
| on      | [ɔ̃]              | la méjon – ‚la maison‘                           | Comme en français, lorsque le <n> fait partie de la syllabe suivante, les deux lettres sont prononcées séparément, comme dans la dona – ‚la mère‘. |  |
| an      | [ɑ̃]              | le pan – ‚le pain‘                               | |  |

## Grammaire

### Substantif
Le patois fribourgeois connaît deux genres grammaticaux; le masculin et le féminin. Pour chacun, il existe un article défini et un article indéfini. Contrairement au français, le genre d'un nom est partiellement identifié par sa terminaison. Les noms se terminant par -o sont toujours masculins, tandis que les mots terminant par -a sont féminins. 
L'article défini du masculin est le ou l:
- le buro ‚le beurre‘
- l’êmi ‚l'ami‘

L'article défini du féminin est la ou l:
- la dona ‚la mère‘
- l’àra ‚l'heure‘

L'article indéfini du masculin est on:
- on bouébo ‚un garçon‘

L'article indéfini du féminin est ouna ou oun:
- ouna fiye ‚une fille‘
- Oun’oroye ‚une oreille‘[5]

En patois fribourgeois, les articles partitifs sont dou pour les noms masculins lorsque le nom qui suit commence par une consonne, et dè l, lorsque le nom qui suit commence par une voyelle:
- dou buro ‚du beurre‘
- dè l’ivouè ‚de l'eau‘

Ces articles partitifs correspondent à ceux du français du et de l,, comme dans les phrases je reviens du bureau et j'ai besoin de l'aspirateur. 
L'article partitif du féminin est, tout comme en français, toujours de la:
- de la farna ‚de la farine‘

L'article partitif des pluriels est toujours di: (équivalent du français: des)
- di pomè ‚des pommes‘[5]

Le genre des mots en patois fribourgeois est pour la plupart du temps identique au genre associé aux mots équivelents en français. Cependant, il existe des exceptions comme: la demindze mais le dimanche en français, la chô, mais le sel,  le pre mais la poire ou encore le rèlodzo mais la pendule.
Il est possible de changer le genre d'un nom en y ajoutant/modifiant le suffixe; le pudzin ,le poussin (mâle)' et la pudzèna ,le poussin (femelle)'; le bolondji ,le boulanger' et la bolondjire ,la boulangère', ou encore le payijan ,le paysan' et la payijanna ,la paysanne'. Cependant, certains noms changent complètement lorsqu'ils passent d'un genre à l'autre; le pu ,le coq' mais la dzeniye ,la poule'; le bà ,le bœuf' mais la vatse ,la vache'; ou encore on tsavô ,un cheval' mais oun'èga ,une jument'.
L'article défini du pluriel est lè, tandis que l'article indéfini du pluriel est di, Ces articles sont les mêmes au masculin et au féminin. Au masculin, la terminaison des noms au singulier et au pluriel reste la même:
- l‘omo ‚l'homme‘ → lè j‘omo ‚les hommes‘

Au féminin, la terminaison des noms eu pluriel prend parfois le suffixe -è: 
- la vatse ‚la vache‘ → lè vatsè ‚les vaches‘[7]

### Adjectif
En patois  fribourgeois, l’adjectif s’accorde en genre et en nombre avec le nom. Au masculin singulier, l’adjectif se termine généralement en –o, alors qu’au féminin, il se termine généralement en –a:
- lordo → lorda (lourd)
- dzouno → dzouna (jeune)
- pouro → poura (pauvre)

Cependant, certains adjectifs se terminant en –o au masculin, se terminent au féminin en –e:
- lârdzo → lârdze (large)
- châdzo → châdze (sage)
- krouyo → krouye (mauvais)

Les adjectifs masculins se terminant en –à, ont une terminaison féminine en –àja:
- travayà → travayàja (travailleur)
- orgoyà → orgoyàja (orgueilleux)

Au pluriel, les adjectifs masculins conservent généralement la même terminaison qu’au singulier:
- on galé bri ‘un joli berceau’ → di galé bri ‘de jolis berceaux’
- on pre malê ‘une poire acide’ → di pre malê ‘des poires acides’

Au pluriel, les adjectifs féminins se terminent généralement par –è:
- ouna roba byantse ‘une robe blanche’ → di robè byantsè ‘des robes blanches’
- la vatse nêre ‘la vache noire’ → là vatsè nêrè ‘les vaches noires’

### Pronoms personnels
| Personne | Sujet | Objet direct         | Objet indirect | Réfléchi | Démonstratif        |
| -------- | ----- | -------------------- | -------------- | -------- | ------------------- |
| 1. Sg.   | i     | mè                   | mè             | mè       | mè                  |
| 2. Sg.   | te    | tè                   | tè             | tè       | tè                  |
| 3. Sg.   | i     | le (masc.) la (fém.) | li             | chè      | li (masc.) i (fém.) |
| 1. Pl.   | no    | no                   | no             | no       | no                  |
| 2. Pl.   | vo    | vo                   | vo             | vo       | vo                  |
| 3. Pl.   | i     | lè                   | lou            | chè      | là                  |

Lorsqu'un pronom est le sujet de la phrase (nominatif), il peut être omis, comme en italien ou espagnol. Par exemple:
- Iro dzounèta. ‚Je serai une jeune femme.‘
- Mè dèvejâvè to doulon in patê. ‚Il m'a parlé en patois tout du long.‘

### Adjectifs et pronoms possessifs
Le tableau ci-dessous présente les adjectifs possessifs:
|            |             |           | objet possédé | objet possédé | objet possédé | objet possédé |
| singulier  | singulier   | pluriel   |               |               |               |               |
| masculin   | féminin     | pluriel   |               |               |               |               |
| ---------- | ----------- | --------- | ------------- | ------------- | ------------- | ------------- |
| possesseur | 1. Personne | Singulier | mon           | ma            | mè            | mè            |
| possesseur | 1. Personne | Pluriel   | nouthron      | nouthra       | nouthrè       | nouthrè       |
| possesseur | 2. Personne | Singulier | ton           | ta            | tè            | tè            |
| possesseur | 2. Personne | Pluriel   | vouthron      | vouthra       | vouthrè       | vouthrè       |
| possesseur | 3. Personne | Singulier | chon          | cha           | chè           | chè           |
| possesseur | 3. Personne | Pluriel   | lou           | lou           | lou           | lou           |

Le choix de l'adjectif possessif approprié se fait, comme en français, en fonction du nombre et du genre du nom avec lequel il est associé:
- mon frârè ‚mon frère‘ → ma chèra ‚ma sœur‘ → mè parin ‚mes parents‘
- chon frârè ‚son frère‘ → cha chèra ‚sa sœur‘ → chè parin ‚ses parents‘

Le tableau ci-dessous présente les pronoms possessifs:
|            |             |           | objet possédé | objet possédé | objet possédé | objet possédé |
| singulier  | singulier   | pluriel   | pluriel       |               |               |               |
| masculin   | féminin     | masculin  | féminin       |               |               |               |
| ---------- | ----------- | --------- | ------------- | ------------- | ------------- | ------------- |
| possesseur | 1. Personne | Singulier | le myo        | la mâye       | lè myo        | lè mâyè       |
| possesseur | 1. Personne | Pluriel   | le nouthro    | la nouthra    | lè nouthro    | lè nouthrè    |
| possesseur | 2. Personne | Singulier | le tyo        | la tuva       | lè tyo        | lè tuvè       |
| possesseur | 2. Personne | Pluriel   | le vouthro    | la vouthra    | lè vouthro    | lè vouthrè    |
| possesseur | 3. Personne | Singulier | le chyo       | la chuva      | lè chyo       | lè chuvè      |
| possesseur | 3. Personne | Pluriel   | le là         | la là         | lè là         | lè là         |

### Démonstratif
En patois fribourgeois, pour chaque substantif, il existe deux adjectifs démonstratifs, l'un "normal" et l'autre "accentué":
|          | Singulier | Singulier accentué | Pluriel | Pluriel accentué |
| -------- | --------- | ------------------ | ------- | ---------------- |
| masculin | chi       | chti               | hou     | chtou            |
| féminin  | ha        | chta               | hou     | chtou            |

- chi lêvro – ‚ce livre‘
- chti lêvro – ‚ce livre-ci/ce livre-là‘

Lorsque le nom qui suit un adjectif démonstratif commence par une voyelle, une liaison est effectuée soit en ajoutant un l ou un j, devant le nom, soit en faisant l'élision de la dernière voyelle de l'adjectif démonstratif :
- chi lêvro – ‚ce livre‘
- chi l’omo – ‚cet homme‘
- ha tchivra – ‚cette chère‘
- h’inyema – ‚cette enclume‘
- hou vatsè – ‚ces vaches‘
- hou j’omo – ‚ces hommes‘

Contrairement aux adjectifs démonstratifs, un pronom démonstratif remplace un nom. Le pronom démonstratif est différent selon que l'objet qu'il remplace est indéfini, proche, loin ou dans la main de celui qui parle. 
|          | indéfini | l'objet est proche | l'objet est au loin | l'objet est dans la main |
| -------- | -------- | ------------------ | ------------------- | ------------------------ |
| masculin | chin     | chi-inke           | chi-lé              | chtiche                  |
| féminin  | choche   | ha-inke            | ha-lé               | chtache                  |
| Pluriel  | chin-lé  | hou-inke           | hou-lé              | chtàche                  |

### Verbe
Les verbes réguliers sont répartis en quatre groupes:
1. D Les verbes du premier groupe ont une terminaison en -â (dèvejâ ‚causer/discuter‘) ou en -i (medji ‚manger‘). L'origine de presque tous les mots de cette catégorie vient de verbes latins terminant en -ARE.
2. D Les verbes du deuxième groupe ont une terminaison en -i (vinyi ‚venir‘) ou (dremi ‚dormir‘). Ces verbes viennent souvent de verbes latins avec une terminaison en -IRE ou parfois en -ĒRE.
3. D Les verbes du troisième groupe ont une terminaison en -êre (bêre ‚boire‘) ou -ê (povê ‚pouvoir‘). Ces verbes ont souvent pour origines des verbes latins se terminant en -ĒRE.
4. D Les verbes du quatrième groupe ont une terminaison en -re (prindre ‚prendre‘)[10].

Le participe présent se construit en ajoutant in devant un verbe et en en modifiant la terminaison avec un suffixe in.
| dèvejâ ‚causer/discuter‘ | medji ‚manger‘ | vinyi ‚venir‘ | dremi ‚dormir‘ | bêre ‚boire‘ | povê ‚pouvoir‘ | prindre ‚prendre‘ |
| ------------------------ | -------------- | ------------- | -------------- | ------------ | -------------- | ----------------- |
| in dèvejin               | in medzin      | in vinyin     | in dremechin   | in bèvechin  | in puyin       | in prinyin        |

- L’ivouè ch’in va in èpoufin. ‚L'eau disparaît en bouillant.‘

Le tableau ci-dessous présente la conjugaison au présent :
|                          | ithre ‚être‘ | avê ‚avoir‘ | dèvejâ ‚causer/discuter‘ | medji ‚manger‘ | vinyi ‚venir‘ | dremi ‚dormir‘ | bêre ‚boire‘ | povê ‚pouvoir‘ | prindre ‚prendre‘ |
| ------------------------ | ------------ | ----------- | ------------------------ | -------------- | ------------- | -------------- | ------------ | -------------- | ----------------- |
| 1re personn du singulier | (i) chu      | (i) l’é     | (i) dèvejo               | (i) medzo      | (i) vinyo     | (i) douârmo    | (i) bêvo     | (i) pu         | (i) prinnyo       |
| 2e personne du singulier | t’i          | t’â         | te dèvejè                | te medzè       | te vin        | te douâ        | te bê        | te pà          | te prin           |
| 3e personne du singulier | (i) l’è      | (i) l’a     | (i) dèvejè               | (i) medzè      | (i) vin       | (i) douâ       | (i) bê       | (i) pà         | (i) prin          |
| 1re personne du pluriel  | no chin      | no j’an     | no dèvejin               | no medzin      | no vinyin     | no douârmin    | no bêvin     | no puyin       | no prinnyin       |
| 2e personne du pluriel   | vo j’ithè    | vo j’ê      | vo dèvejâdè              | vo medjidè     | vo vinyidè    | vo dremidè     | vo bêdè      | vo pouédè      | vo prindè         |
| 3e personne du pluriel   | (i) chon     | (i) l’an    | (i) dèvejon              | (i) medzon     | (i) vinyon    | (i) douârmon   | (i) bêvon    | (i) puyon      | (i) prinnyon      |

L'impératif se construit comme en français ; en utilisant le verbe conjugué au présent mais en ôtant le pronom personnel. 
- vin! ‚viens!‘
- rèdzoyè-tè! ‚réjouis-toi!‘
- medzin! ‚mange!‘
- bêvin! ‚bois!‘

Certains verbes expriment l'impératif par certaines tournures de phrase, tels que : 
- tè fô ithre châdzo! ‚il faut que tu sois sage!‘
- tè fô chavê ‚tu dois savoir (il faut que tu saches)‘

Le tableau ci-dessous présente pas conjugaison à l'imparfait :
|                           | ithre ‚être (1)‘ | ithre ‚être (2)‘ | avê ‚avoir‘ | dèvejâ ‚causer/discuter‘ | medji ‚manger‘ | vinyi ‚venir‘ | dremi ‚dormir‘ | bêre ‚boire‘ | povê ‚pouvoir‘ | prindre ‚prendre‘ |
| ------------------------- | ---------------- | ---------------- | ----------- | ------------------------ | -------------- | ------------- | -------------- | ------------ | -------------- | ----------------- |
| 1re personne du singulier | iro              | èthé             | (i) l’avé   | (i) dèvejâvo             | (i) medjivo    | (i) vinyé     | (i) dremeché   | (i) bèveché  | (i) pové       | (i) prenyé        |
| 2e personne du singulier  | t’irè            | t’èthé           | t’avé       | te dèvejâvè              | te medjivè     | te vinyé      | te dremeché    | te bèveché   | te pové        | te prenyé         |
| 3e personne du singulier  | irè              | èthê             | (i) l’avê   | (i) dèvejâvè             | (i) medjivè    | (i) vinyê     | (i) dremechê   | (i) bèvechê  | (i) povê       | (i) prenyê        |
| 1re personne du pluriel   | no j’iran        | no j’èthan       | no j’avan   | no dèvejâvan             | no medjivan    | no vinyan     | no dremechan   | no bèvechan  | no povan       | no prenyan        |
| 2e personne du pluriel    | vo j’irâ         | vo j’èthâ        | vo j’avâ    | vo dèvejâvâ              | vo medjivâ     | vo vinyâ      | vo dremechâ    | vo bèvechâ   | vo povâ        | vo prenyâ         |
| 3e personne du pluriel    | iran             | èthan            | (i) l’avan  | (i) dèvejâvan            | (i) medjivan   | (i) vinyan    | (i) dremechan  | (i) bèvechan | (i) povan      | (i) prenyan       |

Le tableau ci-dessous présent la conjugaison au futur :
|                           | ithre ‚être‘ | avê ‚avoir‘ | dèvejâ ‚causer/discuter‘ | medji ‚manger‘ | vinyi ‚venir‘ | dremi ‚dormir‘ | bêre ‚boire‘  | povê ‚pouvoir‘ | prindre ‚prendre‘ |
| ------------------------- | ------------ | ----------- | ------------------------ | -------------- | ------------- | -------------- | ------------- | -------------- | ----------------- |
| 1re personne du singulier | (i) cheri    | (i) l’ari   | (i) dèvejèri             | (i) medzèri    | (i) vindri    | (i) dremethri  | (i) bèvethri  | (i) pori       | (i) prindri       |
| 2e personne du singulier  | te cheri     | t’ari       | te dèvejèri              | te medzèri     | te vindri     | te dremethri   | te bèvethri   | te pori        | te prindri        |
| 3e personne du singulier  | (i) cherè    | (i) l’arè   | (i) dèvejèrè             | (i) medzèrè    | (i) vindrè    | (i) dremethrè  | (i) bèvethrè  | (i) porè       | (i) prindrè       |
| 1re personne du pluriel   | no cherin    | no j’arin   | no dèvejèrin             | no medzèrin    | no vindrin    | no dremethrin  | no bèvethrin  | no porin       | no prindrin       |
| 2e personne du pluriel    | vo cheri     | vo j’ari    | vo dèvejèri              | vo medzèri     | vo vindri     | vo dremethri   | vo bèvethri   | vo pori        | vo prindri        |
| 3e personne du pluriel    | (i) cheron   | (i) l’aron  | (i) dèvejèron            | (i) medzèron   | (i) vindron   | (i) dremethron | (i) bèvethron | (i) poron      | (i) prindron      |

Le tableau ci-dessous présente la conjugaison au subjonctif présent :
|                           | ithre ‚être‘ | avê ‚avoir‘   | dèvejâ ‚causer/discuter‘ | medji ‚manger‘  | vinyi ‚venir‘   | dremi ‚dormir‘  | bêre ‚boire‘      | povê ‚pouvoir‘ | prindre ‚prendre‘ |
| ------------------------- | ------------ | ------------- | ------------------------ | --------------- | --------------- | --------------- | ----------------- | -------------- | ----------------- |
| 1re personne du singulier | ke chêyo     | k’ôcho        | ke dèvejicho             | ke medjicho     | ke venyicho     | ke dremicho     | ke bèvechicho     | ke puécho      | ke prenyicho      |
| 2e personne du singulier  | ke te chêyè  | ke t’ôchè     | ke te dèvejichè          | ke te medjichè  | ke te venyichè  | ke te dremichè  | ke te bèvechichè  | ke te puéchè   | ke te prenyichè   |
| 3e personne du singulier  | ke chêyè     | k’ôchè        | ke dèvejichè             | ke medjichè     | ke venyichè     | ke dremichè     | ke bèvechichè     | ke puéchè      | ke prenyichè      |
| 1re personne du pluriel   | ke no chêyan | ke no j’ôchan | ke no dèvejichan         | ke no medjichan | ke no venyichan | ke no dremichan | ke no bèvechichan | ke no puéchan  | ke no prenyichan  |
| 2e personne du pluriel    | ke vo chêyâ  | ke vo j’ôchâ  | ke vo dèvejichâ          | ke no medjichan | ke vo venyichâ  | ke vo dremichâ  | ke vo bèvechichâ  | ke vo puéchâ   | ke vo prenyichâ   |
| 3e personne du pluriel    | ke chêyon    | k’ôchan       | ke dèvejichan            | ke medjichan    | ke venyichan    | ke dremichan    | ke bèvechichan    | ke puéchan     | ke prenyichan     |

### Système numérique
Contrairement au français de France, mais similairement au français de Suisse romande, le système numérique du patois fribourgeois n'utilise pas le système vicésimal mais uniquement le système décimal. Tout comme en français, les nombres en dessous de dix-sept sont irréguliers. 
| 0         | 1            | 2              | 3              | 4            | 5           | 6          | 7             | 8             | 9          |
| zérô      | on           | dou            | trè            | katro        | thin        | chê        | chate         | ouète         | nà         |
| 10        | 11           | 12             | 13             | 14           | 15          | 16         | 17            | 18            | 19         |
| dji       | ondzè        | dodzè          | trèdzè         | katoârdzè    | tyindzè     | chèdzè     | dji-j‘è chate | dji-j‘è ouète | dji-j‘è nà |
| 20        | 21           | 22             | 23             | 24           | 25          | 26         | 27            | 28            | 29         |
| vin       | vinty‘on     | vint‘è dou     | vint‘è trè     | vint‘è katro | vint‘è thin | vint‘è chê | vint‘è chate  | vint‘è ouète  | vint‘è nà  |
| 30        | 31           | 32             | 33             | …            | …           | …          | …             | …             | …          |
| trinta    | trint‘yon    | trint‘è dou    | trint‘è trè    | …            | …           | …          | …             | …             | …          |
| 40        | 41           | 42             | 43             | …            | …           | …          | …             | …             | …          |
| karanta   | karant‘yon   | karant‘è dou   | karant‘è trè   | …            | …           | …          | …             | …             | …          |
| 50        | 51           | 52             | 53             | …            | …           | …          | …             | …             | …          |
| thinkanta | thinkant‘yon | thinkant‘è dou | thinkant‘è trè | …            | …           | …          | …             | …             | …          |
| 60        | 61           | 62             | 63             | …            | …           | …          | …             | …             | …          |
| chuchanta | chuchant‘yon | chuchant‘è dou | chuchant‘è trè | …            | …           | …          | …             | …             | …          |
| 70        | 71           | 72             | 73             | …            | …           | …          | …             | …             | …          |
| chaptanta | chaptant‘yon | chaptant‘è dou | chaptant‘è trè | …            | …           | …          | …             | …             | …          |
| 80        | 81           | 82             | 83             | …            | …           | …          | …             | …             | …          |
| ouètanta  | ouètant‘yon  | ouètant‘è dou  | ouètant‘è trè  | …            | …           | …          | …             | …             | …          |
| 90        | 91           | 92             | 93             | …            | …           | …          | …             | …             | …          |
| nonanta   | nonant‘yon   | nonant‘è dou   | nonant‘è trè   | …            | …           | …          | …             | …             | …          |
| 100       | 101          | 102            | 103            | …            | …           | …          | …             | …             | …          |
| than      | than‘yon     | than‘è dou     | than‘è trè     | …,           | …,          | …,         | …,            | …,            | …,         |

## Associations
La Société des patoisans de la Gruyère (fondée en 1984) a pour but de maintenir la connaissance et l'usage du patois gruérien. Elle est notamment à l'origine de l'édition d'un dictionnaire patois-français ainsi que de cours de conversation. C'est son président Joseph Comba qui a réalisé la traduction en patois de la bande dessinée de Tintin l'Affaire Tournesol parue durant la première moitié de l'année 2007 à l'occasion du centenaire de la naissance d'Hergé sous le titre L'Afére Tournesol. Les policiers Dupont et Dupond y deviennent Remy (patronyme courant en Gruyère) et Remi (vrai nom d'Hergé), alors que le "moule à gaufres" du capitaine Haddock est traduit par "fê a brèchi", c'est-à-dire "fer à bricelets".
En 2017, Le Petit Prince d'Antoine de Saint-Exupéry, déjà traduit en des centaines de langues, a eu droit à sa version en patois, sous le titre Le Piti Prinhyo. Sous l'impulsion de la Société cantonale des patoisants fribourgeois, il aura fallu quatre mois de travail pour sa traduction, avec la contribution notamment de Joseph Comba. Il a été présenté pour la première fois au Comptoir Gruérien, et tiré à 2 500 exemplaires.
La Société cantonale des patoisans fribourgeois a lancé un dictionnaire français-patois sous forme d'une application gratuite pour smartphones et tablettes.